# Hegau-Gymnasium Singen
Das Hegau-Gymnasium ist ein Gymnasium in Singen am Hohentwiel in Baden-Württemberg.
Der Name leitet sich vom Hegau ab, einer Vulkanlandschaft im Süden Deutschlands. Neben dem Hegau-Gymnasium decken das Friedrich-Wöhler-Gymnasium in Singen und das Gymnasium in Engen den westlichen Hegau ab.
Das Hegau-Gymnasium bietet Arbeitsgemeinschaften (AG), wie ein Orchester, ein Vororchester, einen Chor, eine Bigband, eine Theater-AG und mehrere Sport-AGs an. 2005 kam die Schul-Bigband auf den zweiten Platz beim Landeswettbewerb Jugend jazzt.

## Geschichte

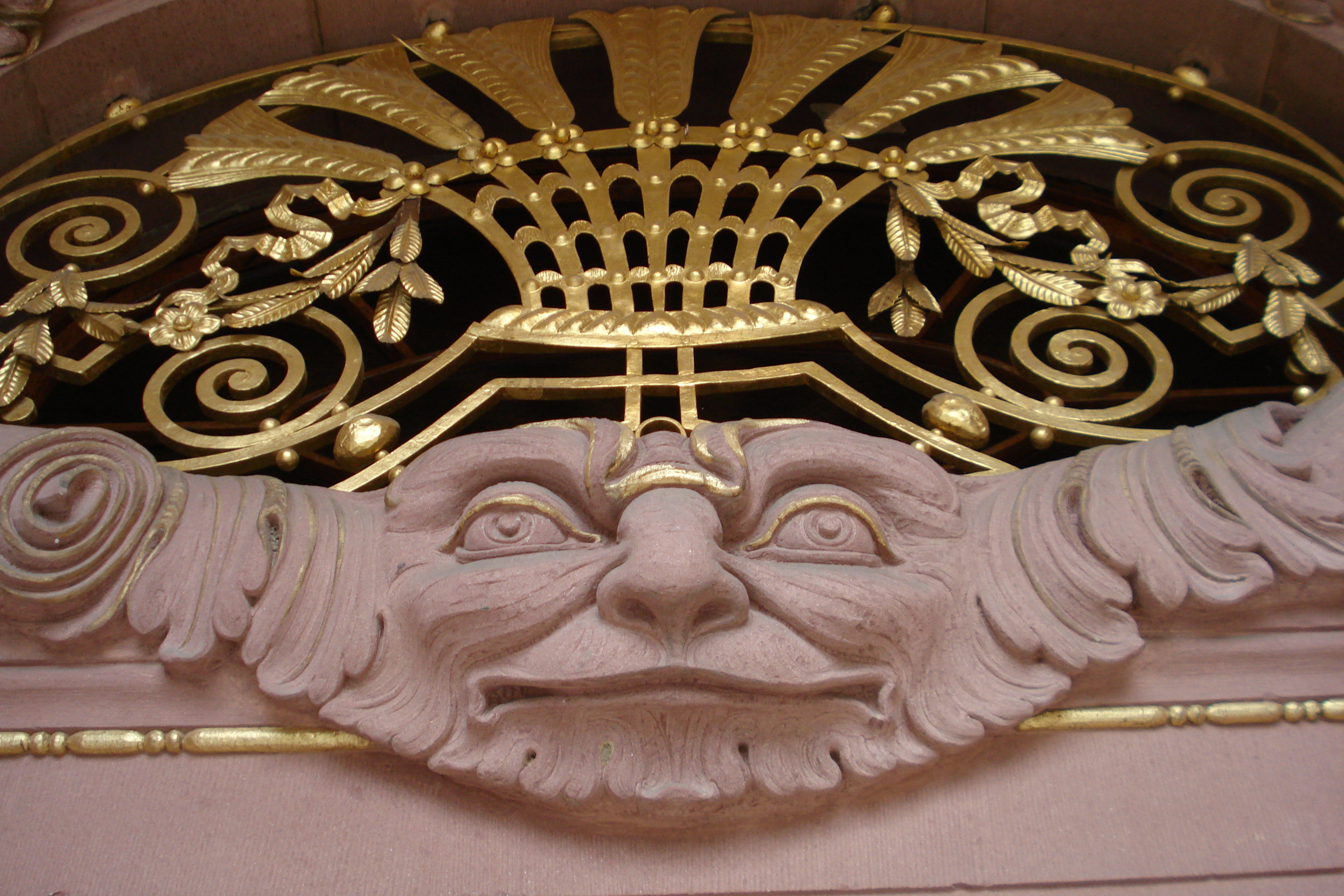
Jugendstil-Dekoration (Maskaron) über der Eingangstür (Baujahr: 1910)

Schon im Jahr 1899, in dem Singen das Stadtrecht erhielt, sah man die Notwendigkeit neben der Volksschule auch eine Höhere Schule zu gründen. So wurde eine Bürgerschule mit 46 Schülern in zwei Kursen eröffnet. Davon kamen 14 Schüler, die „über Anfangskenntnisse in französischer Sprache verfügen“, in den höheren Kurs. Der Schulbetrieb begann zunächst im umgebauten Wohnhaus des Brauereibesitzers Bilger in der Bahnhofstraße, bis 1901 das erste Schulgebäude, die heutige Ekkehard-Realschule, fertiggestellt war. Doch schon bald sah man das Haus als für alle Schüler zu klein an, so dass ein Neubau konzipiert und am 12. Juli 1910 eingeweiht wurde (die nach Süden ausgerichtete Vorderfront und der Ostflügel des jetzigen Gymnasiums).
Mit Beginn des Ersten Weltkrieges 1914 wurde das Erdgeschoss des Gebäudes zum Reservelazarett für verwundete Soldaten. Während der Kriegsjahre wurde das Lazarett noch ausgeweitet, so dass die Oberklassen in die Waldeckschule ausgelagert werden mussten. Diese Nutzung brachte es mit sich, dass der berühmte Chirurg Ferdinand Sauerbruch in einem Klassenzimmer seine Armprothesen erprobte.
Nach dem Krieg wurde die Schule zur Oberrealschule Singen umgestaltet, an der die Schüler auch das Abitur ablegen konnten: 1927 fand die erste Entlassungsfeier für Abiturienten statt.
In der Zeit des Nationalsozialismus wurde die Oberrealschule zum Langemarck-Realgymnasium. Die Benennung nach diesem Schlachtort des Ersten Weltkriegs im Jahr 1934 war „eine der frühesten Namensbezeichnungen einer Schule in der Ära des Nationalsozialismus“. Der Maler Hans Lochmann wurde aus diesem Anlass mit der Anfertigung eines Triptychons beauftragt, der bis heute in der Schule erhalten ist. Bald wurde die neue nationalsozialistische Ideologie spürbar: Mädchen wurden aus der höheren Bildung hinausgedrängt und 1937 wurde die Schule weitgehend zu einer „Oberschule für Jungen“. Jüdische Schüler wurden zunächst diskriminiert und mussten dann sehr bald die Schule verlassen. Als letzter jüdischer Schüler konnte Heinz Heilbronn aus Gailingen im März 1938 „trotz aller Erschwernisse“ die Reifeprüfung ablegen. Ein Stolperstein vor dem Haupteingang erinnert an sein Schicksal.
Die katholische Kirche sah sich zahlreichen Einschränkungen ausgesetzt. Mit Schreiben vom 14. März 1941 entzog beispielsweise der badische Minister des Kultus und Unterrichts dem Singener Stadtpfarrer August Ruf, nach dem heute die vom Bahnhof Singen zum Hegau-Gymnasium führende Straße benannt ist, die Befugnis zur Erteilung des Religionsunterrichts. Während des Zweiten Weltkriegs fand der Unterricht nur noch teilweise statt, ab 1944 erfolgte dann die Schließung der Schule.

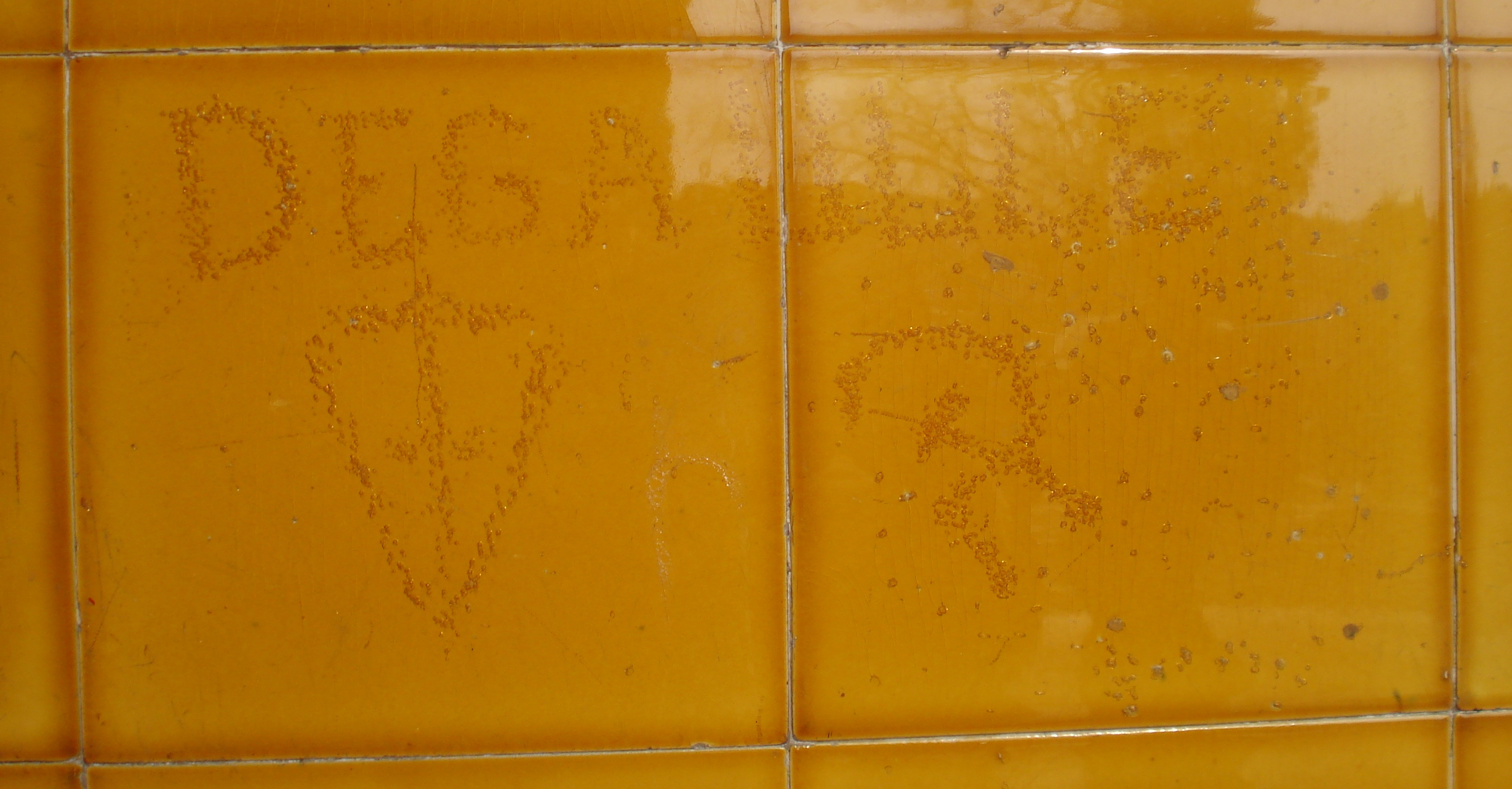
Punzierte Graffiti aus der Zeit der Belegung des Gebäudes durch französisches Militär 1945/46 – links neben der Eingangstür. Man erkennt den Namen DEGAULLE sowie ein „Croix de Lorraine“ neben Hammer und Sichel.

Nach Kriegsende erteilte das französische Gouvernement militaire am 26. November 1945 die Genehmigung zur Wiederaufnahme des Unterrichts, der jedoch in der Zeppelin-Realschule abgehalten wurde. Das eigentliche Schulgebäude war noch von den Franzosen beschlagnahmt und diente als Lazarett und Kaserne, die französischen Besatzungstruppen räumten das Schulgebäude erst am 25. Februar 1946. Einige punzierte Graffiti in den gelben Kacheln rechts und links der Haupteingangstür zeugen bis heute von der Anwesenheit des 152. Infanterieregimentes, der so genannten „Diables rouges“, im Gebäude der Schule.
Am 25. November 1948 wurde die Schule zum Gymnasium und zählte immer mehr Anmeldungen. So musste das Gebäude 1963/64 um einen West- und Nordflügel erweitert werden und konnte trotzdem kaum alle Schüler aufnehmen. 1971/72 war das Gymnasium kurzfristig mit 1694 Schülern die größte Schule im Oberschulamtsbezirk Freiburg. 1972 wurde wegen dieser Überbelegung jeweils ein Teil der Schüler- und Lehrerschaft auf das neu gegründete Friedrich-Wöhler-Gymnasium verlegt. Die Schule, die auf Beschluss des Singener Gemeinderates eine Zeit lang Gerhart-Hauptmann-Gymnasium geheißen hatte, wurde im Jahr nach der Teilung in Hegau-Gymnasium umbenannt. 1980 wurde die Reformierte Oberstufe eingeführt.
Allmählich entwickelte sich das Fach Französisch zu einem Schwerpunkt der Schule: 1969/70 wurde zunächst ein Zweig für Intensiv-Französisch eingeführt. Seit dem Schuljahr 1994/95 gab es an der Schule einen französisch-bilingualen Abi-Bac-Zweig, der durch den am 31. Mai 1994 abgeschlossenen „Accord de Mulhouse“ zwischen Frankreich und Deutschland ermöglicht wurde. Im Juni 2003 legten die ersten fünf Schüler dieses deutsch-französische Doppelabitur ab. An den Abi-Bac-Prüfungen, die seither jährlich stattgefunden haben, sind jedes Jahr angereiste Lehrkräfte aus Frankreich beteiligt.

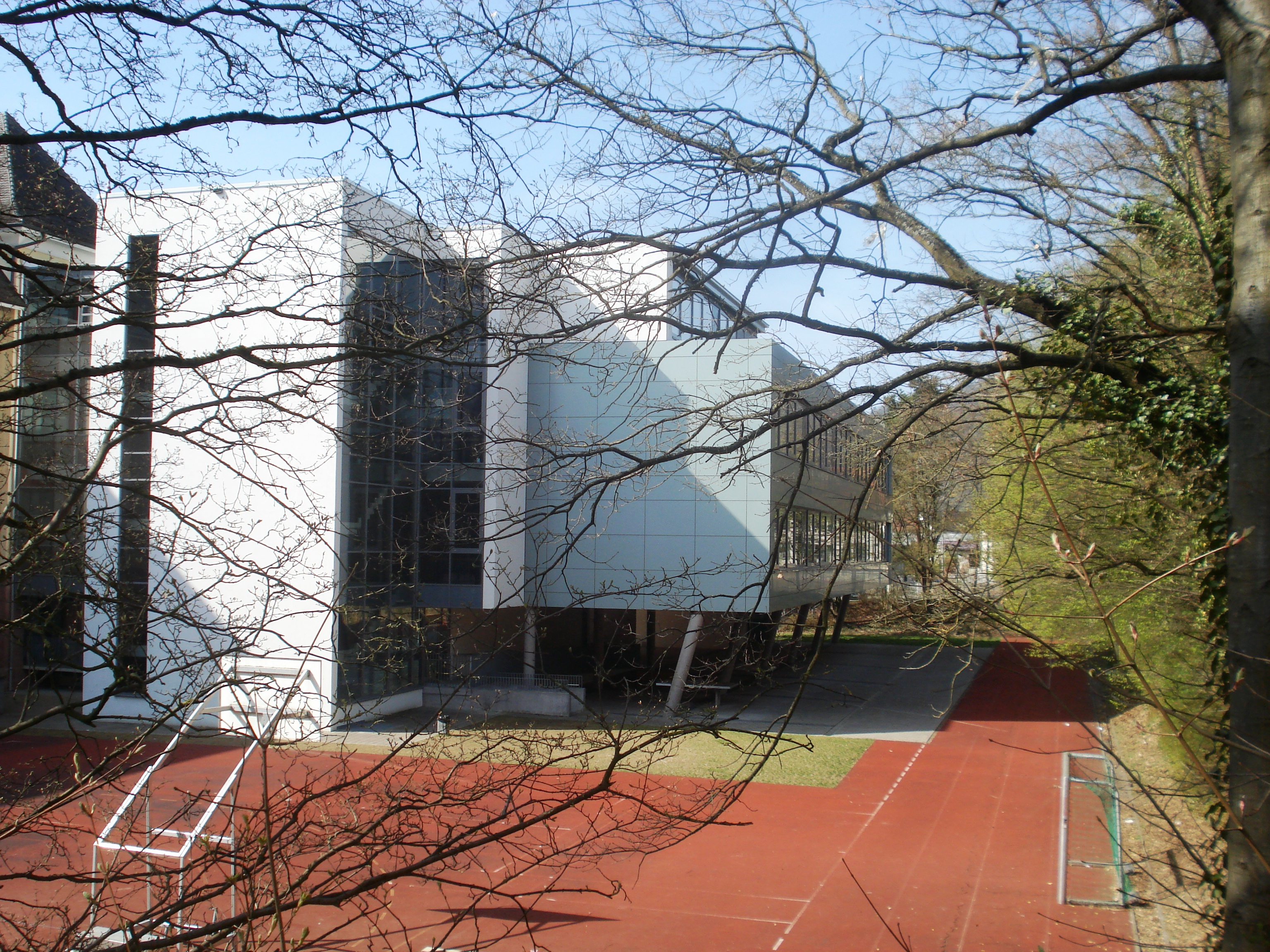
Blick auf den modernen Nord-Anbau des Hegau-Gymnasiums

Am 13. Juli 2001 wurde das hundertjährige Bestehen einer höheren Schule in Singen mit einem Festakt gefeiert. Bereits am 3.,4. und 6. Juli 2001 war eine „Musikalisch-szenische Jahrhundert-Revue“ aufgeführt worden, bei der Alt-Oberbürgermeister Friedhelm Möhrle mitwirkte.
Die ersten Jahre des neuen Jahrtausends standen ganz im Zeichen des Ausbaus des Gymnasiums zur Ganztagesschule: 2006 wurde in der ehemaligen Hausmeister-Wohnung eine Mensa in Betrieb genommen. Im Herbst 2008 schließlich wurde ein geräumiger neuer Anbau mit einer Bibliothek eingeweiht. Im gleichen Jahr erhielt es am 6. Juni Besuch durch den damaligen Außenminister Frank-Walter Steinmeier. Im Juni 2012 wurde das schuleigene Archiv dem Stadtarchiv Singen übergeben. Die Ergebnisse der Sichtung des Archivs und seiner Einordnung in das Stadtarchiv wurden am 25. Oktober 2012 präsentiert.
Im November 2019 feierte das Hegau-Gymnasium mit einem Festakt „50 Jahre deutsch-französischer Bildungsgang“ und gleichzeitig „25 Jahre französisch-bilingualer AbiBac-Zug“.
Schulleiter (ab 1955): Josef Götz (1955–1969), Karl Glunk (1969–1989), Hanns Rainer Butz (1989–2004), Andreas Uhlig (2004–2011), Kerstin Schuldt (seit 2011)

## Sprachenfolge
Das Hegau-Gymnasium ist ein achtjähriges allgemeinbildendes Gymnasium (G8). Die Sprachen- bzw. Profilfolge lautet:
- 1. Fremdsprache (ab Klasse 5): Englisch
- 2. Fremdsprache (ab Klasse 6): Französisch, Französisch bilingual, Latein
- 3. Fremdsprache bzw. Profilfach (ab Klasse 8): Spanisch, Naturwissenschaft und Technik, Musik, Informatik-Mathematik-Physik (IMP)

## Partnerschaften/Schüleraustausch
Das Hegau-Gymnasium erhielt 1998 vom Kultusministerium die Bezeichnung Partnerschule für Europa. Das Gymnasium pflegt Kontakte zu mehreren Schulen in Europa und Übersee.
- Lycée de Presles, Vichy, Frankreich
- Collège Jongkind, La Côte St. André, Frankreich
- Lycée Leconte de Lisle, La Réunion, Frankreich
- Gymnazium Cajkovského 9, Olomouc/Olmütz, Tschechien
- Datong High School, Shanghai, China

## Ehrungen
Das Hegau-Gymnasium trägt die Bezeichnung Partnerschule für Europa. Zudem wurde es 2009 für die Zusammenarbeit (Theaterprojekt) mit seiner Partnerschule im französischen Übersee-Departement Réunion in die Förderung des Comenius-Programms aufgenommen. Das Schulorchester erhielt 2019 den Kulturförderpreis des Lions Clubs Singen-Radolfzell.

## Persönlichkeiten

### Bekannte Schüler
- Andreas Stihl (1896–1973), deutscher Unternehmer und Erfinder, v. a. von Kettensägen
- Karl Brachat (1901–1971), Pädagoge und Politiker (CDU)
- Hans Lochmann (1912–1953), Maler und Arzt
- Hermann Biechele (1918–1999), MdB, CDU-Politiker
- Paul Frank (1918–2011), Diplomat, Mitwirkung an Ostverträgen
- Karl Schmid (1923–1993), Mediävist
- Karl Oßwald (1925–1972), Maler und Kunsterzieher
- Walter Braun (1930–2019), Scheffelpreis 1951, BWL-Professor und CDU-Politiker
- Ekkehard Fluck (1931–2021), Professor für Anorganische Chemie
- Robert Maus (1933–2025), Politiker (CDU), Landrat des Landkreises Konstanz
- Friedhelm Möhrle (* 1934), Politiker (SPD), Oberbürgermeister der Stadt Singen
- Otto Gerhard Oexle (1939–2016), Professor für Geschichte des Mittelalters
- Paul Wehrle (* 1940), Weihbischof der Erzdiözese Freiburg
- Wolfgang Hepp (* 1941), Schauspieler
- Hermann Erath (1945–2025), Diplomat, deutscher Botschafter in Thailand und Venezuela
- Wilhelm Vossenkuhl (* 1945), Professor für Philosophie
- Klaus Pommerening (1946–2023), Professor für Mathematik und Medizinische Informatik
- Karl-Heinz Bittel (* 1947), Verlagslektor und Autor
- Wolfgang Baumgratz (* 1948), Organist
- Klaus Schuhmacher (* 1948), Professor für Neueste deutsche Literatur und Didaktik der deutschen Sprache und Literatur in Dresden
- Volker Kauder (* 1949), MdB, Vorsitzender der CDU/CSU-Bundestagsfraktion
- Siegfried Kauder (* 1950), Politiker (CDU)
- Siegfried Dietrich (* 1954), Professor für theoretische Physik
- Judith Oexle (* 1956), Mittelalterarchäologin
- Roland Brandt (* 1960), Neurobiologe und Hochschullehrer
- Andreas Gruschke (1960–2018), Autor, Fotograf und Tibetkundler
- Otto Sauter (* 1961), Trompeter
- Hans-Ulrich Rülke (* 1961), Politiker (FDP) und Mitglied des Landtags (BW)
- Christoph Schnaudigel (* 1963), Politiker (CDU) und Landrat des Landkreises Karlsruhe
- Marko Martin (* 1970), Schriftsteller und Publizist
- Maja Lehrer (* 1990), Schauspielerin

### Bekannte Lehrkräfte
- Karl Oßwald (1925–1972), Maler (auch ehemaliger Schüler des Hegau-Gymnasiums)
- Till Seiler (* 1981), Politiker (Bündnis 90/Die Grünen) und ehemaliges Mitglied des Deutschen Bundestages
- Hans-Christian von Dadelsen (* 1948), deutscher Komponist und Musikschriftsteller

## Sonstiges
Vor dem Hegau-Gymnasium sind drei Stolpersteine verlegt. Sie erinnern an die Schicksale von Eugen und Isidor Löwinstein, zwei ehemaligen jüdischen Schülern, die Mitte der 1930er Jahre vor der nationalsozialistischen Diktatur nach Palästina geflohen waren, und an Heinz Heilbronn, der nach dem Abitur in die Schweiz emigrierte.